# Eurylaimidae
Familia Eurylaimidae aparține clasei de păsări și ordinului Paseriformelor și include cele cincisprezece specii de eurylaimidae.
Sunt păsări arboricole de talie mică până la mijlocie (11,5 până la 28,5 cm), cu cap mare și ciocul lat și turtit. Maxilarul superior, ușor recurbat, îl acoperă complet pe cel inferior. 

## Descriere
Multe dintre specii sunt păsări viu colorate, prezintă capete largi, ochi mari și un cioc cârlig, plat și lat. Dimensiunea acestora variază de la 13 la 28 de centimetri în lungime și trăiesc în coronamenturile dense ale pădurilor umede, permițându-le să se ascundă în ciuda penajului lor viu colorat. Penajul juvenililor este asemănător cu cel al adulților, diferă prin faptul că are culori mate, cu aripi mai scurte și cu coadă mai scurtă în unele cazuri.

## Taxonomie și sistematică
Familia Eurylaimidae a fost introdusă în 1831 (sub numele de Eurylaimes) de către naturalistul francez René Lesson. Un studiu realizat de Carl Oliveros și colegii, publicat în 2019, a determinat relațiile filogenetice ale Eurylaimidae cu alte familii din Eurylaimides:
|  | Philepittidae                      |
|  |                                    |
|  | Eurylaimidae (păsări cu cioc-larg) |
|  |                                    |

|  | Calyptomenidae (păsări cu cioc-larg africane)           |
|  |                                                         |
|  | \| \| Sapayoidae \| \| \| \| \| \| Pittidae \| \| \| \| |
|  |                                                         |
|  | Sapayoidae                                              |
|  |                                                         |
|  | Pittidae                                                |
|  |                                                         |

|  | Sapayoidae |
|  |            |
|  | Pittidae   |
|  |            |

|  | Philepittidae                      |
|  |                                    |
|  | Eurylaimidae (păsări cu cioc-larg) |
|  |                                    |

|  | Calyptomenidae (păsări cu cioc-larg africane)           |
|  |                                                         |
|  | \| \| Sapayoidae \| \| \| \| \| \| Pittidae \| \| \| \| |
|  |                                                         |
|  | Sapayoidae                                              |
|  |                                                         |
|  | Pittidae                                                |
|  |                                                         |

|  | Sapayoidae |
|  |            |
|  | Pittidae   |
|  |            |

Un studiu publicat în 2017 a determinat următoarele relații filogenetice între Eurylaimidae:
|  | Long-tailed broadbill (Psarisomus dalhousiae) |
|  |                                               |
|  | Dusky broadbill (Corydon sumatranus)          |
|  |                                               |

|  | Silver-breasted broadbill (Serilophus lunatus)        |
|  |                                                       |
|  | Black-and-red broadbill (Cymbirhynchus macrorhynchos) |
|  |                                                       |

|  | Banded broadbill (Eurylaimus javanicus)            |
|  |                                                    |
|  | Black-and-yellow broadbill (Eurylaimus ochromalus) |
|  |                                                    |

|  | Silver-breasted broadbill (Serilophus lunatus)        |
|  |                                                       |
|  | Black-and-red broadbill (Cymbirhynchus macrorhynchos) |
|  |                                                       |

|  | Banded broadbill (Eurylaimus javanicus)            |
|  |                                                    |
|  | Black-and-yellow broadbill (Eurylaimus ochromalus) |
|  |                                                    |

|  | Silver-breasted broadbill (Serilophus lunatus)        |
|  |                                                       |
|  | Black-and-red broadbill (Cymbirhynchus macrorhynchos) |
|  |                                                       |

|  | Banded broadbill (Eurylaimus javanicus)            |
|  |                                                    |
|  | Black-and-yellow broadbill (Eurylaimus ochromalus) |
|  |                                                    |

|  | Silver-breasted broadbill (Serilophus lunatus)        |
|  |                                                       |
|  | Black-and-red broadbill (Cymbirhynchus macrorhynchos) |
|  |                                                       |

|  | Banded broadbill (Eurylaimus javanicus)            |
|  |                                                    |
|  | Black-and-yellow broadbill (Eurylaimus ochromalus) |
|  |                                                    |

|  | Long-tailed broadbill (Psarisomus dalhousiae) |
|  |                                               |
|  | Dusky broadbill (Corydon sumatranus)          |
|  |                                               |

|  | Silver-breasted broadbill (Serilophus lunatus)        |
|  |                                                       |
|  | Black-and-red broadbill (Cymbirhynchus macrorhynchos) |
|  |                                                       |

|  | Banded broadbill (Eurylaimus javanicus)            |
|  |                                                    |
|  | Black-and-yellow broadbill (Eurylaimus ochromalus) |
|  |                                                    |

|  | Silver-breasted broadbill (Serilophus lunatus)        |
|  |                                                       |
|  | Black-and-red broadbill (Cymbirhynchus macrorhynchos) |
|  |                                                       |

|  | Banded broadbill (Eurylaimus javanicus)            |
|  |                                                    |
|  | Black-and-yellow broadbill (Eurylaimus ochromalus) |
|  |                                                    |

|  | Silver-breasted broadbill (Serilophus lunatus)        |
|  |                                                       |
|  | Black-and-red broadbill (Cymbirhynchus macrorhynchos) |
|  |                                                       |

|  | Banded broadbill (Eurylaimus javanicus)            |
|  |                                                    |
|  | Black-and-yellow broadbill (Eurylaimus ochromalus) |
|  |                                                    |

|  | Silver-breasted broadbill (Serilophus lunatus)        |
|  |                                                       |
|  | Black-and-red broadbill (Cymbirhynchus macrorhynchos) |
|  |                                                       |

|  | Banded broadbill (Eurylaimus javanicus)            |
|  |                                                    |
|  | Black-and-yellow broadbill (Eurylaimus ochromalus) |
|  |                                                    |

|  | Long-tailed broadbill (Psarisomus dalhousiae) |
|  |                                               |
|  | Dusky broadbill (Corydon sumatranus)          |
|  |                                               |

|  | Silver-breasted broadbill (Serilophus lunatus)        |
|  |                                                       |
|  | Black-and-red broadbill (Cymbirhynchus macrorhynchos) |
|  |                                                       |

|  | Banded broadbill (Eurylaimus javanicus)            |
|  |                                                    |
|  | Black-and-yellow broadbill (Eurylaimus ochromalus) |
|  |                                                    |

|  | Silver-breasted broadbill (Serilophus lunatus)        |
|  |                                                       |
|  | Black-and-red broadbill (Cymbirhynchus macrorhynchos) |
|  |                                                       |

|  | Banded broadbill (Eurylaimus javanicus)            |
|  |                                                    |
|  | Black-and-yellow broadbill (Eurylaimus ochromalus) |
|  |                                                    |

|  | Silver-breasted broadbill (Serilophus lunatus)        |
|  |                                                       |
|  | Black-and-red broadbill (Cymbirhynchus macrorhynchos) |
|  |                                                       |

|  | Banded broadbill (Eurylaimus javanicus)            |
|  |                                                    |
|  | Black-and-yellow broadbill (Eurylaimus ochromalus) |
|  |                                                    |

|  | Silver-breasted broadbill (Serilophus lunatus)        |
|  |                                                       |
|  | Black-and-red broadbill (Cymbirhynchus macrorhynchos) |
|  |                                                       |

|  | Banded broadbill (Eurylaimus javanicus)            |
|  |                                                    |
|  | Black-and-yellow broadbill (Eurylaimus ochromalus) |
|  |                                                    |

|  | Long-tailed broadbill (Psarisomus dalhousiae) |
|  |                                               |
|  | Dusky broadbill (Corydon sumatranus)          |
|  |                                               |

|  | Silver-breasted broadbill (Serilophus lunatus)        |
|  |                                                       |
|  | Black-and-red broadbill (Cymbirhynchus macrorhynchos) |
|  |                                                       |

|  | Banded broadbill (Eurylaimus javanicus)            |
|  |                                                    |
|  | Black-and-yellow broadbill (Eurylaimus ochromalus) |
|  |                                                    |

|  | Silver-breasted broadbill (Serilophus lunatus)        |
|  |                                                       |
|  | Black-and-red broadbill (Cymbirhynchus macrorhynchos) |
|  |                                                       |

|  | Banded broadbill (Eurylaimus javanicus)            |
|  |                                                    |
|  | Black-and-yellow broadbill (Eurylaimus ochromalus) |
|  |                                                    |

|  | Silver-breasted broadbill (Serilophus lunatus)        |
|  |                                                       |
|  | Black-and-red broadbill (Cymbirhynchus macrorhynchos) |
|  |                                                       |

|  | Banded broadbill (Eurylaimus javanicus)            |
|  |                                                    |
|  | Black-and-yellow broadbill (Eurylaimus ochromalus) |
|  |                                                    |

|  | Silver-breasted broadbill (Serilophus lunatus)        |
|  |                                                       |
|  | Black-and-red broadbill (Cymbirhynchus macrorhynchos) |
|  |                                                       |

|  | Banded broadbill (Eurylaimus javanicus)            |
|  |                                                    |
|  | Black-and-yellow broadbill (Eurylaimus ochromalus) |
|  |                                                    |

Familia include nouă specii dintre care cinci sunt fiecare plasate în propriul gen monotipic:
| Imagine | Gen                                | Specii existente                                                                              |
| ------- | ---------------------------------- | --------------------------------------------------------------------------------------------- |
|         | Cymbirhynchus Vigors, 1830         | - Cioc lat roșu-negru, Cymbirhynchus macrorhynchos                                            |
|         | Psarisomus Swainson, 1837          | - Cioc lat coadă-lungă, Psarisomus dalhousiae                                                 |
|         | Serilophus Swainson, 1837          | - Cioc lat piept-argintiu, Serilophus lunatus                                                 |
|         | Eurylaimus Horsfield, 1821         | - Cioc lat cu bandă, Eurylaimus javanicus - Cioc lat galben-negru, Eurylaimus ochromalus      |
|         | Sarcophanops Gould, 1877           | - Cioc lat din Mindanao, Sarcophanops steerii - Cioc lat din Visayan, Sarcophanops samarensis |
|         | Corydon Lesson, 1828               | - Cioc lat negricios, Corydon sumatranus                                                      |
|         | Pseudocalyptomena Rothschild, 1909 | - Cioc lat a lui Grauer, Pseudocalyptomena graueri                                            |